# Denis César de Matos
Denis César de Matos (Jaú, 14 d'abril de 1987), més conegut com a Denis és un futbolista brasiler que juga al São Paulo FC de porter. És el reemplaçament de Rogério Ceni, el major ídol del club.
Dennis va ser revelat per Ponte Preta, on va jugar professionalment entre 2006 i 2009, jugant 33 partits. Va arribar al São Paulo FC en 22 d'gener de 2009, fent el seu debut en la victòria 2-0 contra la Portuguesa en substitució Rogério Ceni. Va començar com a titular en Brasileirão contra el Palmeiras el 24 d'maig, Va ser la tercera opció fins a la retirada de Bosco. El 2012, amb una lesió de Ceni, va prendre la posició al llarg del Campionat Paulista. Amb la retirada de Ceni en 2015, va prendre la posició i la camisa 1 va prendre la posició i la camisa, fet 100 partits contra César Vallejo en Libertadores i ha de ser criticat pels aficionats durant errors en els jocs decisius.

## Palmarès
São Paulo
- Copa Sudamericana: 2012